# Multisensualität
Multisensualität bezeichnet die Eigenschaft eines Objektes, mit mehreren Sinnen wahrnehmbar zu sein, z. B. wird ein Apfel durch den Geruchs-, Geschmack-, Seh- und Tastsinn wahrgenommen. Das Wort leitet sich ab von dem lateinischen multus, d. h. „viel“, und sensus, d. h. „Sinn, Wahrnehmung“. Jemand, der die Annahme der Multisensualität vertritt, ist ein Multisensualist, die vertretene Position wird als „Multisensualismus“ bezeichnet.
Der größte Teil unserer natürlichen Umwelt ist multisensuell. Ausnahmen sind mit menschlichen Sinnen nicht-wahrnehmbare Objekte (z. B. ionisierende Strahlung oder ultraviolettes Licht) oder Objekte, die nur mit einem einzigen Sinn wahrnehmbar sind (z. B. farbloses Gas, das nur riechbar ist).
Die kulturelle Umwelt ist ebenfalls multisensuell, allerdings unterliegt die Multisensualität einer Kontrolle aus sozialen ästhetischen, wirtschaftlichen oder anderen Gründen. Diese Kontrollaufgabe kommt vor allem der Architektur zu. Die Abgrenzung eines Innenraums durch Wände und Decken sowie der Einsatz von Fenstern, Klimaanlagen, Heizungen etc. erlauben eine Kontrolle der Licht-, Schall-, Temperatur- oder Geruchsverhältnisse. Weil z. B. der Innenraum eines Supermarktes gegen Dunkelheit, Lärm und Gestank des Außenraums abgeschottet ist, ist die gezielte multisensuelle Kundenansprache möglich. Z. B. werden die Produkte ins rechte Licht gerückt, eingängige Wohlfühlmusik erklingt, die Temperatur ist gemäßigt und Duftspender sorgen für angenehmen Geruch. Dennoch beschränken sich die Wissenschaften bislang darauf, Architektur vor allem als visuelles Objekt zu beschreiben und zu erklären. 
Neben der Architektur erlauben auch mobile Räume in Automobilen, Schiffen, Flugzeugen oder Zügen die Kontrolle der Multisensualität.

## Multisensualität, visuelle Dominanz und auditive turn
Die gegenwärtige moderne Kultur gilt als dominiert durch den Sehsinn. Es gibt beispielsweise zahlreiche visuelle Medien (z. B. Bilder, Fotografie, Film, Schrift etc.), nur wenige Hörmedien (z. B. Radio) und keine Geruchs-, Geschmacks- oder Wärmemedien. 
In einigen Kulturwissenschaften, z. B. der Religionswissenschaft, lässt sich seit einigen Jahren ein „acoustic“ oder „auditive turn“ ausmachen. Kulturelle Phänomene sollen nicht nur in Hinsicht auf ihre visuellen, sondern auch ihre akustischen Eigenschaften untersucht werden. Gegenüber diesen Bestrebungen, einem Sinn zu mehr akademischer und gesellschaftlicher Beachtung zu verhelfen, betont der multisensuelle Ansatz die Berücksichtigung aller relevanten Sinne.